# Jak nás vidí svět (internetový pořad)
Jak nás vidí svět je český krátkometrážní internetový pořad Televize Seznam, který se začal vysílat 3. července 2017 na portálu Stream.cz. V Česku je reality show velmi oblíbená[zdroj⁠?!] a více než 80 epizod získalo dohromady (k srpnu 2019) více než 25 milionů zhlédnutí. Režisérkou, tvůrkyní a scenáristkou je Ivanna Benešová. Nové díly vychází jednou týdně.

## Popis
Skupinka (zpravidla sedmi) cizinců z celého světa jednotlivě po sobě ochutnávají česká jídla, nápoje, nebo reagují na českou kulturu, hudbu, politiky a na kameru se zachytávají jejich reakce. Výběr účinkujících není náhodný a zařizuje ho sama režisérka. Tomu předchází internetový dotazník, jenž musí každý z nich vyplnit. 

### Lokace
Jak nás vidí svět se točí v australské restauraci Tommy's Beer Cafe v Sydney. Všechna jídla jsou domácí výroby a připravuje je šéfkuchař Zdeněk Gleich s více než dvacetiletou praxí.

### Chris a Manish
Oblíbenými protagonisty pořadu mezi fanoušky pořadu se stali účinkující Chris a Manish. První zmíněný (původem z Mauricia) získal mezi diváky rapidně na oblibě díky svým silně pozitivním reakcím na veškeré české pokrmy, jež mu byly servírovány. Manish (z Indie) místo toho svojí bojácností, opatrností a strachem z drog, neboť se účastnil ochutnávky makového koláče (v Indii je mák přísně zakázán).
Oba dva cizinci se 22. srpna (2019) vydali z Austrálie, spolu s režisérkou Ivannou Benešovou, do České republiky. Zde do 5. září ochutnávali českou kuchyni, poznávali zdejší kulturu a mnoho dalšího, přičemž je celou dobu provázel filmařský štáb. Epizody jejich návštěvy budou v rámci nového pořadu vycházet na Televizi Seznam.

## Díly

### Seznam dílů
1. Cizinci poprvé ochutnávají svíčkovou. Jaké jsou reakce?
2. Podaří se cizincům najít Českou republiku na mapě?
3. Cizinci poprvé ochutnávají český absinth
4. Jak dobře dokážou cizinci číst česky
5. Cizinci hodnotí vzhled slavných českých žen
6. Cizinci hodnotí vzhled slavných českých mužů!
7. Cizinci poprvé ochutnávají dršťkovou polévku
8. Cizinci hodnotí českou povahu
9. Cizinci hodnotí českou hudební scénu
10. Co vědí cizinci o České republice
11. Cizinci poprvé ochutnávají žemlovku
12. Vědomostní test: Co opravdu vědí cizinci o České republice?
13. Cizinci poprvé ochutnávají český alkohol
14. Jak si cizinci představují typického Čecha a Češku?
15. Jak se tváří cizinci, když poprvé ochutnají typické české chlebíčky
16. Jak cizincům chutná klasická česká koprovka?
17. Zkouška ze zeměpisu: Co vědí cizinci o ČR?
18. Jak cizincům chutná české pivo?
19. Cizinci poprvé ochutnávají smažený sýr
20. Cizinci hádají povolání slavných Češek
21. Cizinci hádají povolání slavných Čech
22. Cizinci poprvé ochutnávají knedlo vepřo zelo
23. Ponožky v sandálech a další módní prohřešky očima cizinců
24. Czechia? Co na náš zkrácený název říkají v zahraničí?
25. Jak se natáčelo s cizinci, kteří mimo jiné ochutnávali česká jídla a kritizovali české celebrity
26. Cizinci ochutnávají plněnou papriku s rajskou omáčkou
27. Cizinci ochutnávají svařík
28. Cizinci hádají, co znamenají česká loga
29. Ochutnávka českých ovocných knedlíků odrovnala cizince!
30. Co si cizinci myslí o tradičních českých jménech
31. Syrečky vyděsily cizince!
32. Ježek v kleci očima cizinců: Je to zbraň nebo mina?!
33. Bon pari, Hašlerky, Slavie či Klokanky: Jaké bonbony cizinci ocení?
34. Cizinci ochutnávají český tatarák. Jsou v šoku!
35. Dali jsme cizincům českou slivovici. Jejich reakce vás dostanou!
36. Je makový koláč legální? Cizince vyděsila ochutnávka českého pečiva
37. Erotický speciál: Co si myslí cizinci o randění s Čechy a Češkami?
38. Český zákusek očima cizinců: Větrník je dostal
39. Neuvěříte, které osobnosti pochází z ČR! Mengele, Tesla i Einstein!
40. Cizinci ochutnali prdelačku. A udělalo se jim nevolno
41. Cizinci o ČR: Vládne tu Putin! A žijí tu jedovatí hadi a medvědi!
42. Magické oko: Přežijí cizinci kombinaci piva se zelenou?
43. Cizinci ochutnávají utopence! Kdo by to nejraději ogriloval a proč?
44. Co si cizinci myslí o českých dominantách?
45. Buchtičky se šodó očima cizinců. Je to vanilkový guláš?
46. Jsou známý čeští sportovci opravdu známí? Cizinci to zhodnotí
47. Cizinci poprvé ochutnají bramborák! Na to jejich chuťové buňky nebyly připravené
48. Jsme lenoši, nebo dříči? Cizinci nám vystavili nekompromisní účet
49. Cizinci hodnotí české filmy: Zaujmou je Pelíšky, Kolja anebo Samotáři?
50. Katův šleh v akci: Cizinci ochutnávají hospodskou klasiku
51. Naši politici v očích cizinců: Odstáté uši, žluté zuby i králičí ksicht
52. Cizinci poprvé ochutnávají české cukroví. Jejich reakce vás zaskočí!
53. Vánoční speciál: Cizinci poprvé ochutnají kapra a bramborový salát!
54. Česká kapří polévka pod palbou kritiky! Cizinci si nebrali servítky
55. Cizinci hádají význam českých symbolů. Co jim připomíná kosočtverec?
56. Pečená vačice, pes anebo králík? Cizinci ochutnávají českou klasiku!
57. Cizinci hodnotili své české přátele. Jsme zlatíčka anebo podrazáci?
58. Cizinci ochutnávají české oplatky. Jaké jim chutnají nejvíce?
59. Stavebnice Merkur potrápila cizince! Kdo něco postavil a kdo to vzdal?
60. Likérová špička. Zákusek, který se cizinci stydí jíst!
61. Cizinci reagují na známé české reklamy. Která je baví nejvíce?
62. Španělský ptáček s rýží: Jak českou klasiku hodnotí jednotlivé národy?
63. Povidlové buchty očima cizinců! Opravdu v zahraničí neznají povidla?
64. Víno z Moravy budí ve světě rozpačité reakce. Máme hrozny ze skleníku?
65. Český smažený květák s bramborem. Co na to řekli cizinci?
66. Velikonoce, čarodějnice, Mikuláš: Cizinci hodnotí české svátky a tradice
67. Česká pomlázka vyděsila cizince! Kdo řval bolestí a kdo by to zakázal?
68. Kulajda očima cizinců: Houby v mléce, tráva a tuk!
69. Co říká svět na klasické české večerníčky? Cizinci zůstali v šoku!
70. Cizinci poprvé ochutnají punčové řezy!
71. Jsme chudí a platíme evropským dolarem? Svět hodnotí českou ekonomiku
72. Čočka na kyselo moc kyselá? Cizinci hodnotí českou klasiku
73. Slavné české pohádky očima cizinců. Pochvala i výsměch naší tvorbě!
74. Škvarková placka: Originální české pečivo vyděsilo cizince!
75. Štafetka očima cizinců: Nevzhledná cihla vyrobená z brambor?
76. Cizinci se učí česky. Podívejte se, jak jim to jde!
77. Cizinci poprvé ochutnávají Kofolu. Jejich reakce vás nepotěší!
78. Guláš s chlebem očima cizinců: Prý žrádlo pro psy!
79. Zahraniční muzikanti zpívají slavné české songy. To musíte slyšet!